# Numer identyfikacji podatkowej

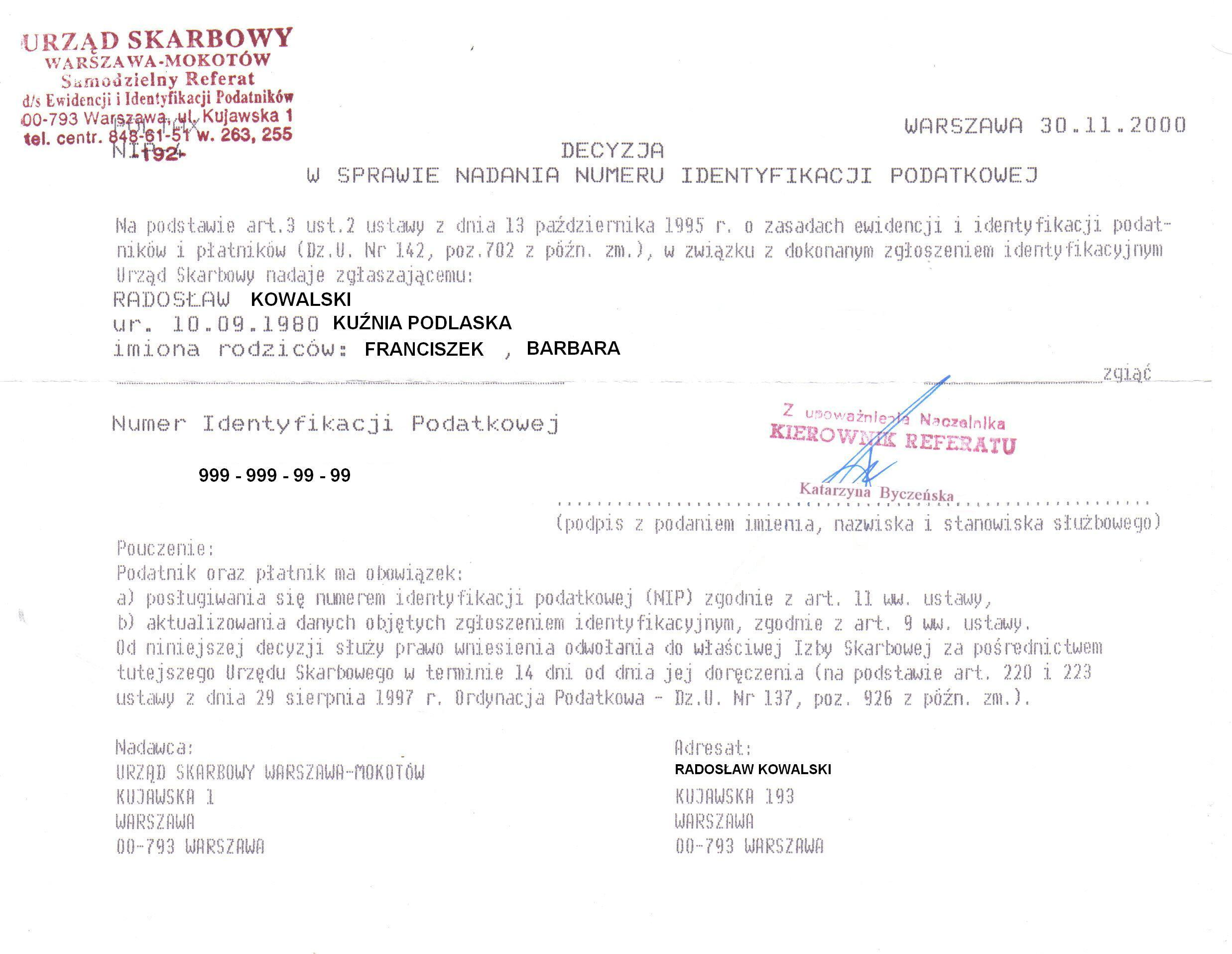
Decyzja o nadaniu NIP

Numer identyfikacji podatkowej (NIP) – dziesięciocyfrowy kod, służący do identyfikacji podatników w Polsce. Wprowadziła go ustawa z października 1995, a zaczął obowiązywać od 1996. Nadawany jest przez naczelnika urzędu skarbowego. Od 1 września 2011 roku osoby fizyczne nieprowadzące działalności gospodarczej używają numeru PESEL jako identyfikatora podatkowego.

## Znaczenie numeru
Prefiks – trzy pierwsze cyfry każdego NIP oznaczają kod urzędu skarbowego, który nadał dany numer. W kodzie tym początkowo występowały wyłącznie cyfry od 1 do 9. W roku 2004 wprowadzono kilkadziesiąt nowych urzędów skarbowych, uczyniono wyjątek od dotychczasowej reguły i dano nowym urzędom kody z zerem na drugiej pozycji. Tak więc np. kod 106 oznacza Małopolski Urząd Skarbowy w Krakowie – nadany przez niego NIP 106-00-00-062 jest prawidłowy.
W przeszłości NIP zwyczajowo zapisywało się, oddzielając grupy cyfr łącznikiem. Dla osób fizycznych grupowano cyfry 123-456-78-19, a dla firm grupowano 123-45-67-819. Firma zakładana przez jedną osobę miała NIP tej osoby. Obecnie nadawany jest bez znaków łącznika.
Dziesiąta cyfra NIP jest cyfrą kontrolną, obliczaną według poniższego algorytmu:
1. Pomnożyć każdą z pierwszych dziewięciu cyfr odpowiednio przez wagi: 6, 5, 7, 2, 3, 4, 5, 6, 7,
2. Zsumować wyniki mnożenia,
3. Obliczyć resztę z dzielenia przez 11 (operacja modulo 11).

NIP jest tak generowany, aby nigdy w wyniku tego dzielenia, jako reszta, nie uzyskać liczby 10.
Zgodnie z tym algorytmem numer 000-000-00-00 jest prawidłowy, ale nie ma sensu. Dla ciągu cyfr 123-456-78-90 nie można dobrać cyfry kontrolnej, by wygenerować prawidłowy NIP.

## Przykład
NIP 123-456-32-18
|      |   |    |    |   |    |    |    |    |   | CK | SUMA | MOD11 |
| NIP  | 1 | 2  | 3  | 4 | 5  | 6  | 3  | 2  | 1 | 8  |      |       |
| wagi | 6 | 5  | 7  | 2 | 3  | 4  | 5  | 6  | 7 |    |      |       |
| 1.   | 6 | 10 | 21 | 8 | 15 | 24 | 15 | 12 | 7 |    |      |       |
| 2.   |   |    |    |   |    |    |    |    |   |    | 118  |       |
| 3.   |   |    |    |   |    |    |    |    |   | 8  |      | 8     |

- Przykłady implementacji w różnych językach programowania

## Zasady posługiwania się NIP
Ustawa o NIP nakłada na podatników obowiązek podawania NIP (lub PESEL w przypadku osób fizycznych nieprowadzących działalności gospodarczej) na dokumentach dotyczących zobowiązań podatkowych oraz należności niepodatkowych pobieranych przez organy celne i podatkowe.
W ww. sprawach podatnicy są zobowiązani podawać NIP na żądanie:
- organów administracji rządowej i samorządowej
- organów kontroli skarbowej
- przedstawicieli Najwyższej Izby Kontroli
- banków
- płatników oraz inkasentów podatków i niepodatkowych należności.